# ترینیل
ترینیل نام مکانی در جاوه شرقی از استان‌های اندونزی است. در این جا بود که کالبدشناس هلندی، اوژن دوبوا نخستین بقایای انسانیان در بیرون از اروپا، به نام انسان جاوه‌ای را کشف کرد.